# Raión de Orativ
Raión de Orátiv (en ucraniano: Ора́тівський райо́н) es un antiguo raión o distrito de Ucrania en el óblast de Vínnytsia. 
Comprende una superficie de 870 km².
La capital fue la ciudad de Orátiv.

## Demografía
Según estimación 2010, contaba con una población total de 23214 habitantes.

## Otros datos
El código KOATUU es 523100000. El código postal 22600 y el prefijo telefónico +380 4330.